# Olmekskrift
Olmekskrift är ett möjligt skriftspråk, som ligger bakom glyferna som förekommer på olmekiska monumentalskulpturer, såsom de på det så kallade "Ambassadörsmonumentet" (La Venta Monument 13).  Flera tidiga olmek-keramiker uppvisar därtill framställningar av något som skulle kunna tyda på handskrift. Dessa avbildningar antyder att kodexar av amatl bark, och därmed i förlängningen välutvecklad skrift, existerade på Olmekernas tid.

San Andrés cylindersigill utrullat visar en fågel som sjunger ut namnet "3 Ajaw"

Denna misstanke förstärktes 2002, då det tillkännagavs att liknande glyfer hade upptäckts vid San Andrés  (väster om Tabasco).  Dessa har daterats med C14-metoden till omkring 650 f.Kr s början. Fyndet vid San Andrés-sajten uppvisar en fågel, språkslingor och glyfer som liknar senare Mayaglyfer.
I september 2006 tillkännagav en rapport publicerad i Science  upptäckten av en 250 år äldre skrivtavla som fick beteckningen Cascajalblocket. Härmed förändrades i ett slag bilden av olmekernas skrivkunnighet. Olmekerna kan ha varit den första civilisationen på det Västra halvklotet att utveckla ett skriftsystem.

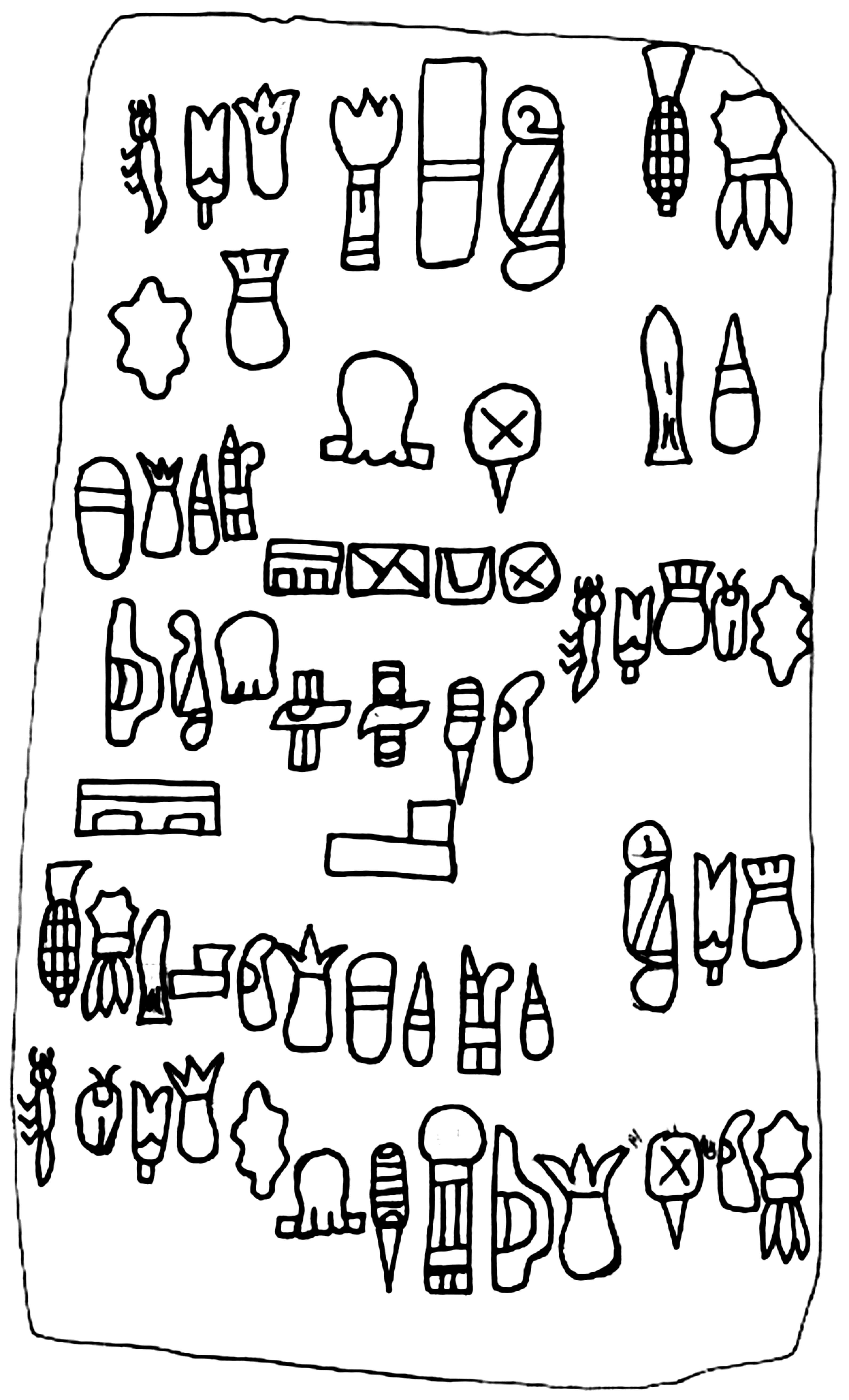
Cascajalblocket med sina 62 glyfer av förmodad olmekskrift har måtten 36 × 21 × 13 cm och väger runt 12 kg.

## Cascajalblocket
Cascajalblocket är en serpentinplatta av en skrivtavlas storlek, som har daterats till tidigt första millenniet före vår tideräkning och ristad med hittills okända skrivtecken, vilka anses föreställa det tidigaste skrivsystemet i den Nya världen.  Arkeologen Stephen D. Houston på Brown University menar att denna upptäckt hjälper att 
"knyta Olmekernas civilisation till läskunnighet, dokumentera ett icke anat skriftsystem och avslöja en ny komplexitet hos deras kultur."
Cascajalblocket upptäcktes av vägbyggare sent på 1990-talet i en skräphög i byn Lomas de Tacamichapa i Veracruz lågland i de forna olmekernas kärnland.  Blocket hittades bland keramikskärvor och lerfiguriner, från vilka blocket kunnat dateras till Olmekenas  materiella kulturs San Lorenzo Tenochtitlán fas, som upphörde runt 900 f.Kr Detta betyder att tecknen på blocket är runt 400 år äldre än någon annan skrift man känner till på Västra halvklotet. Arkeologerna Carmen Rodriguez och Ponciano Ortiz från Mexikos "Instituto Nacional de Antropología e Historia" undersökte och registrerade det hos myndigheterna. Forskarna publicerade detaljer kring fyndet först i septemberutgåvan 2006 av tidskriften Science.
Känt som Cascajalblocket, visar 2006 års fynd från en plats nära San Lorenzo, ett set av 62 symboler, varav 28 är unika, utskurna på ett serpentinblock.  Ett stort antal prominenta arkeologer har hyllat fyndet såsom den "tidigaste pre-kolumbianska skriften".  Andra är skeptiska till följd av att stenen är ensam, det faktum att den har flyttats från sitt arkeologiska sammanhang, och för att den inte visar påtaglig likhet med något annat Mesoamerikanskt skriftsystem.

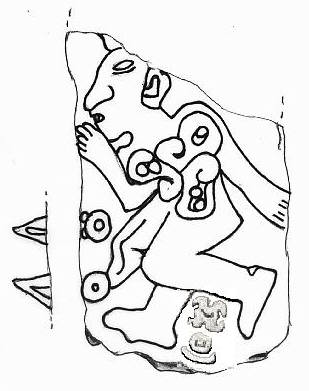
Monument 3 vid zapoteker-fyndplatsen San Jose Mogote. De två skuggade glyferna mellan benen är troligen hans namn, Jordbävning 1

## Fynd från senare tid
Dessa skriftsymboler som man funnit vid två tillfällen, 2002 och 2006, föregår den äldsta Zapotekskriften som daterats till omkring 500 f.Kr 

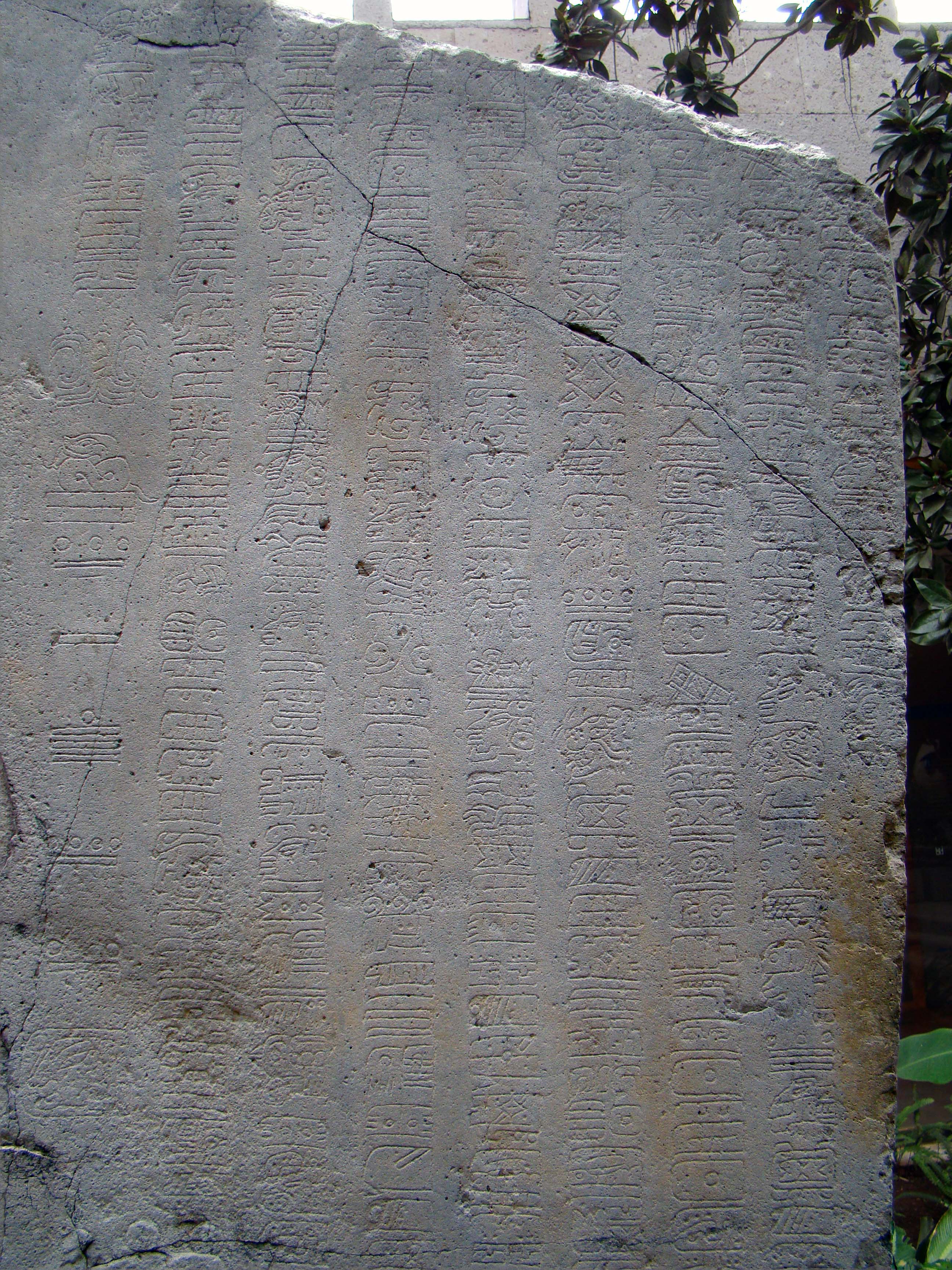
Inskrift med Epi-Olmek skrift på höger sida om La Mojarra Stele 1. Innehållet antas syfta på en figur till vänster, vars omfångsrika huvudprydnad föreställer Vucub-Caquix.

Det finns även väldokumenterade glyfer av senare datum kända som "Epi-Olmek". Det har därför föreslagits att detta skriftsystem skulle kunna vara ett belägg på olmeksamhällets vanliga skriftspråk före dess slutliga nedgång.
Det finns alltså forskare som anser att Epi-Olmeks representerar ett övergångsskede mellan en tidig olmekskrift och mayaskriften, men frågan är ännu inte avgjord.